# Tournoi de Rome
Pour la compétition de tennis, voir Tournoi de tennis de Rome.
Le tournoi de Rome est une compétition de judo organisée tous les ans à Rome en Italie par l'EJU (European Judo Union) faisant partie de la Coupe du monde de judo. 

## Palmarès masculin
| European Open | European Open         | European Open      | European Open         | European Open          | European Open     | European Open      | European Open            |
| Année         | -60 kg                | -66 kg             | -73 kg                | -81 kg                 | -90 kg            | -100 kg            | +100 kg                  |
| ------------- | --------------------- | ------------------ | --------------------- | ---------------------- | ----------------- | ------------------ | ------------------------ |
| 2019          | Oruj Valizada         | Kilian Le Blouch   | Qing Daga             | Abas Azizov            | Domenico Di Guida | Arman Adamian      | Fedir Panko              |
| 2017          | Taikoh Fujisaka       | An Baul            | Yuhei Yoshida         | Eduardo Yudi Santos    | Piotr Kuczera     | Aaron Fara         | Hyoga Ota                |
| 2015          | Yuma Oshima           | Tal Flicker        | Lasha Shavdatuashvili | Goki Maruyama          | Mashu Baker       | Ryunosuke Haga     | Hisayoshi Harasawa       |
| World Cup     |                       |                    |                       |                        |                   |                    |                          |
| Année         | -60 kg                | -66 kg             | -73 kg                | -81 kg                 | -90 kg            | -100 kg            | +100 kg                  |
| 2012          | Ludwig Paischer       | Dimitri Dragin     | Florent Urani         | Robert Gess            | Alexandre Iddir   | Renan Nunes        | Jean-Sébastien Bonvoisin |
| 2010          | Felipe Kitadai        | Cho Jun-ho         | Bang Gui-man          | Sven Maresch (cs)      | Viktor Semenov    | Tagir Khaibulaev   | Martin Padar             |
| 2007          | Dimitri Dragin        | Miklós Ungvári     | Elnur Mammadli        | Mekhman Azizov         | Andrei Kazusionok | Movlud Miraliyev   | Andreas Toelzer          |
| 2005          | Ludwig Paischer       | Miklós Ungvári     | Francesco Bruyere     | Diogo Lima             | David Alarza      | Antal Kovács       | Dennis van der Geest     |
| A-Tournament  |                       |                    |                       |                        |                   |                    |                          |
| Année         | -60 kg                | -66 kg             | -73 kg                | -81 kg                 | -90 kg            | -100 kg            | +100 kg                  |
| 2003          | Craig Fallon          | Mussa Nastuev      | Gilles Bonhomme       | Guillaume Elmont       | Yosvane Despaigne | Michele Monti      | Dennis van der Geest     |
| Grand Prix    |                       |                    |                       |                        |                   |                    |                          |
| Année         | -60 kg                | -66 kg             | -73 kg                | -81 kg                 | -90 kg            | -100 kg            | +100 kg                  |
| 2002          | Dae Jin Lee Alexandre | Yordanis Arencibia | Giuseppe Maddaloni    | Farkhad Turaev         | Yosvane Despaigne | Elco van der Geest | Denis Braidotti          |
| 2001          | Giovanni Carella      | Joao Pina          | Vsevolods Zelonijs    | Roberto Meloni         | Dmitry Morozov    | Ariel Zeevi        | Dennis van der Geest     |
| 2000          | Manolo Poulot         | David Somerville   | Michel Almeida        | Gabriel Arteaga        | Yosvane Despaigne | Pedro Soares       | Ernesto Perez            |
| 1999          | Pedro Caravana        | Manolo Poulot      | Vitaly Makarov        | Cédric Claverie        | Yosvane Despaigne | Yuri Stepkin       | Dennis van der Geest     |
| 1998          | Manolo Poulot         | Larbi Benboudaoud  | Nourredine Yagoubi    | David Inquel           | Mark Huizinga     | Ben Sonnemans      | Indrek Pertelson         |
| Année         | -60 kg                | -65 kg             | -71 kg                | -78 kg                 | -86 kg            | -95 kg             | +95 kg                   |
| 1997          | Pedro Caravana        | Larbi Benboudaoud  | Thomas Schleicher     | Patrick Reiter         | Mark Huizinga     | Ghislain Lemaire   | Pan Song                 |
| 1996          | Emilio Giovinazzo     | Larbi Benboudaoud  | Andrey Shturbabin     | Franklin Pereira Reyes | Mark Huizinga     | Detlef Knorrek     | Alexandru Lungu          |

## Palmarès féminin
| European Open | European Open       | European Open     | European Open       | European Open            | European Open      | European Open        | European Open   |
| Année         | -48 kg              | -52 kg            | -57 kg              | -63 kg                   | -70 kg             | -78 kg               | +78 kg          |
| ------------- | ------------------- | ----------------- | ------------------- | ------------------------ | ------------------ | -------------------- | --------------- |
| 2018          | Julia Figueroa      | Takumi Miyakawa   | Haruka Funakubo     | Maelle Di Cintio         | Jemima Yeats-Brown | Rinoko Wada          | Nami Inamori    |
| 2016          | Jeong Bo-kyeong     | Odette Giuffrida  | Lola Benarroche     | Tserennadmid Tsend-Ayush | María Pérez Diaz   | Yalennis Castillo    | Yu Song         |
| 2014          | Paula Pareto        | Ma Yingnan        | Rafaela Silva       | Megumi Tsunage           | Karen Nunira       | Mami Umeki           | Kanae Yamabe    |
| 2013          | Valentina Moscatt   | Rosalba Forciniti | Corina Caprioriu    | Tina Trstenjak           | Maya Thoyer        | Annika Heise         | Sarah Adlington |
| World Cup     |                     |                   |                     |                          |                    |                      |                 |
| Année         | -48 kg              | -52 kg            | -57 kg              | -63 kg                   | -70 kg             | -78 kg               | +78 kg          |
| 2012          | Valentina Moscatt   | Elena Moretti     | Hélène Receveaux    | Tina Trstenjak           | Linda Bolder       | Géraldine Mentouopou | Emilie Andeol   |
| 2011          | Elena Moretti       | Majlinda Kelmendi | Giulia Quintavalle  | Marijana Miskovic        | Maria Bernabeu     | Marhinde Verkerk     | Ketty Mathe     |
| 2008          | Michaela Baschin    | Marine Richard    | Bernadett Baczkó    | Anna Von Harnier         | Edith Bosch        | Jenny Karl           | Ketty Mathe     |
| 2006          | Leen Dom            | Ioana Aluas-Dinea | Yvonne Boenisch     | Ylenia Scapin            | Edith Bosch        | Esther San Miguel    | Lucija Polavder |
| A-Tournament  |                     |                   |                     |                          |                    |                      |                 |
| Année         | -48 kg              | -52 kg            | -57 kg              | -63 kg                   | -70 kg             | -78 kg               | +78 kg          |
| 2004          | Alina Dumitru       | Telma Monteiro    | Isabel Fernandez    | Ylenia Scapin            | Catherine Jacques  | Uta Kuehnen          | Xue Fuyan       |
| Grand Prix    |                     |                   |                     |                          |                    |                      |                 |
| Année         | -48 kg              | -52 kg            | -57 kg              | -63 kg                   | -70 kg             | -78 kg               | +78 kg          |
| 2002          | Giuseppina Macrì    | Petra Nareks      | Barbara Harel       | Anaisis Hernandez        | Ursula Martin      | Eva Bisseni          | Katja Gerber    |
| 2001          | Sarah Nichilo-Rosso | Isabelle Schmutz  | Yurisleidy Lupetey  | Gella Vandecaveye        | Cecilia Blanco     | Stéphanie Possamai   | Sandra Koeppen  |
| 2000          | Amarilis Savón      | Laëtitia Tignola  | Yurisleidy Lupetey  | Li Shufang               | Sibelis Veranes    | Emanuela Pierantozzi | Tong Wen        |
| 1999          | Amarilis Savón      | Legna Verdecia    | Deborah Gravenstijn | Jenny Gal                | Ursula Martin      | Emanuela Pierantozzi | Karina Bryant   |
| 1998          | Sylvie Meloux       | Legna Verdecia    | Driulis Gonzalez    | Nancy van Stokkum        | Sibelis Veranes    | Uta Kuehnen          | Ibis Duenas     |
| Année         | -48 kg              | -52 kg            | -56 kg              | -61 kg                   | -66 kg             | -72 kg               | +72 kg          |
| 1997          | Amarilis Savón      | Legna Verdecia    | Driulis Gonzalez    | Kenia Rodriguez          | Claudia Zwiers     | Ylenia Scapin        | Daima Beltrán   |
| 1996          | Giovanna Tortora    | Legna Verdecia    | Driulis Gonzalez    | Jenny Gal                | Alice Dubois       | Simona Richter       | Sun Fuming      |